# Calicina sierra
Calicina sierra is een hooiwagen uit de familie Phalangodidae. De wetenschappelijke naam van Calicina sierra gaat terug op Briggs & Hom.